# Internazionali di Tennis di Baviera 1995
Gli Internazionali di Tennis di Baviera 1995 sono stati un torneo di tennis giocato sulla terra rossa. È stata la 80ª edizione del torneo, facente parte della categoria ATP World Series nell'ambito dell'ATP Tour 1995. Si è giocato a Monaco di Baviera in Germania, dal 1° all'8 maggio 1995.

## Campioni

### Singolare
Wayne Ferreira ha battuto in finale  Michael Stich con il punteggio di 7–5, 7–6(6).

### Doppio
Trevor Kronemann /  David Macpherson hanno battuto in finale  Luis Lobo /  Javier Sánchez con il punteggio di 6–3, 6–4.